# Yoon Kyung-shin
Yoon Kyung-shin (* 7. Juli 1973 in Seoul) ist ein ehemaliger südkoreanischer Handballspieler und heutiger -trainer. Der rechte Rückraumspieler wurde 2001 zum Welthandballer des Jahres gewählt.

## Karriere

### Verein
Das Handballspielen begann Yoon Kyung-Shin mit zwölf Jahren in der Schule, zunächst gegen den Willen seiner Eltern, obwohl seine Mutter selbst Torhüterin war. Bevor der Linkshänder im Dezember 1995 zum deutschen Bundesligaverein VfL Gummersbach kam, spielte er ab dem Jahr 1992 an der Kyunghee University. Ab der Saison 2006/07 spielte Yoon zwei Jahre für den HSV Hamburg, wo er die Trikotnummer 77 trug. Mit dem HSVH gewann Yoon 2006 zu Saisonbeginn den DHB-Supercup und 2007 den Europapokal der Pokalsieger. In den beiden Finalspielen gegen Ademar León war er mit jeweils zehn Treffern erfolgreichster Schütze. Nach der Saison 2007/08 verließ Yoon den HSV Hamburg in Richtung Südkorea. Mit dem Doosan Werksteam gewann er zu seinem Karriereende 2011 die Meisterschaft. Seit 2013 ist er Trainer des Teams.
Mit 2.905 Toren (davon 2.262 Feldtore) war er vom 21. März 2007 bis zum 20. Mai 2023 Rekordhalter der ewigen Torschützenliste der Handball-Bundesliga. In den Jahren 1997, 1999 bis 2002, 2004 und 2007 war er jeweils Torschützenkönig. In der Saison 2000/2001 warf er mit 324 Toren so viele Treffer wie niemand in der Geschichte der Bundesliga.

### Nationalmannschaft
Yoon Kyung-shin wurde 263 Mal für die koreanische Nationalmannschaft nominiert. Er nahm zwischen 1992 und 2012 an fünf Olympischen Spielen teil, nur 1996 konnte sich Südkorea nicht qualifizieren. Nach den Spielen in Peking 2008 teilte er sich den Rekord für die meisten erzielten Tore mit Talant Dujshebaev (je 123). Seine insgesamt 127 Treffer waren von London 2012 bis Tokio 2020 olympischer Rekord. Bei den Spielen in London 2012 durfte Yoon die südkoreanische Delegation als Fahnenträger anführen. Mit Südkorea gewann er fünfmal die Asienspiele sowie viermal die Asienmeisterschaft. Bei der Weltmeisterschaft 2001 erzielte er im Gruppenspiel gegen Kroatien 17 Treffer, ein weiterer Rekord, der erst 2015 vom Chilenen Rodrigo Salinas Muñoz (18) übertroffen wurde. Insgesamt traf Yoon 310 Mal bei Weltmeisterschaften. Nur Mikkel Hansen hat seit der WM 2021 nachweislich mehr Tore erzielt (319).

## Sonstiges
Seinen Spitznamen „Nick“ erhielt er der Legende nach vom ehemaligen Bundestrainer Heiner Brand, der Yoon in seinen ersten Jahren in Deutschland trainierte. Aufgrund seiner damals geringen Deutschkenntnisse verstand Yoon kaum etwas von Brands Anweisungen und nickte lediglich höflich bei den Ausführungen seines Trainers – woraus dann sein Spitzname hervorging.

## Privates
Yoon Kyung-shin ist mit Kwon Soon-kyun verheiratet. Gemeinsam haben sie einen Sohn. Yoon gilt mit seinen 2,04 m Körpergröße als elftgrößter Südkoreaner. Nach seiner Rückkehr nach Südkorea absolvierte er ein Sportmarketing-Studium. Seine Dissertation handelt von „Leadership, Players' Self-Management and Team Culture.“ Sein Bruder Yoon Kyung-min war ebenfalls Handballspieler.

## Erfolge
als Spieler
- Südkoreanischer Meister: 2011
- Europapokal der Pokalsieger 2007
- Supercupsieger 2006
- Asienspiele: 5 × Gold (1990, 1994, 1998, 2002, 2010)
- Asienmeisterschaft: 1993, 2000, 2010, 2012

als Trainer
- Südkoreanischer Meister: 2013, 2015, 2016, 2017, 2019, 2020[14]

## Auszeichnungen
als Spieler
- Welthandballer 2001
- Sportler des Jahrhunderts in Südkorea
- Torschützenkönig der Bundesliga: 1997, 1999, 2000, 2001, 2002, 2004, 2007
- Torschützenkönig der Weltmeisterschaft: 1993, 1995, 1997
- Torschützenkönig der Olympischen Spiele 2004: 58 Tore

als Trainer
- Bester Trainer der südkoreanischen Liga: 2013, 2015, 2016, 2017, 2019, 2020[15]